# Dundasita
La dundasita és un mineral de la classe dels carbonats que pertany al grup de la dresserita. Rep el seu nom de la seva localitat tipus, al camp de Dundas, a Austràlia.

## Característiques
La dundasita és un carbonat de fórmula química PbAl₂(CO₃)₂(OH)₄·H₂O. És un mineral secundari de plom que es troba a la zona d'oxidació de dipòsits de plom. Cristal·litza en el sistema ortoròmbic. La seva duresa a l'escala de Mohs és 2.
Segons la classificació de Nickel-Strunz, la dundasita pertany a «05.D - Carbonats amb anions addicionals, amb H₂O, amb cations grans i de mida mitjana» juntament amb els següents minerals: alumohidrocalcita, nasledovita, paraalumohidrocalcita, dresserita, montroyalita, estronciodresserita, petterdita, kochsandorita, hidrodresserita, schuilingita-(Nd), sergeevita i szymanskiïta.

## Formació i jaciments
Va ser descoberta l'any 1893 a la mina Adelaide, al camp mineral de Dundas, al districte de Zeehan, Tasmània (Austràlia), on sol trobar-se associada a altres minerals com la crocoïta i la limonita. Als territoris de parla catalana se n'ha trobat dundasita a Prullans, a la Cerdanya (Lleida, Catalunya) i a la mina Botalaria, a Borriol (Castelló, País Valencià).